# Rok Li
Rok Li (јап. ロック リ ー, pod nadimkom „Čupava Obrva”) je izmišljeni lik iz mange Naruto kojeg je kreirao Masaši Kišimoto.
On je nindža iz sela Konohagakure. U timu je sa Ten Ten i Nedžijem Hjugom, koji vodi njihov sensej Gaj. Rok Li nije u stanju da koristi većinu nindža tehnika, ali zato ima odlične taidžicu vještine. Međutim, on prevazilazi te nedostatke prolazeći specijalnu obuku svog učitelja, i postaje taidžicu majstor dok je još uvek genin. Li sanja o tome da postane nindža uprkos svojim nedostacima. Svojim rivalima smatra Naruta Uzumakija, Nedžija Hjugu i Saskea Učihu. Brojna manga i anime publika komentarisala je njegov lik. Poređen je sa Brus Lijem i Noelom Galagerom.

## Kreacija i koncepija
Masahaši Kišimoto je izjavio da je uživao u crtanju Lijevog lika više nego bilo kojeg drugog. Kišimoto je planirao da Lijevom liku da različita oružja, kao što su nunčake; ali nije imao vremena da razvije tu ideju. Kišimotov prvi urednik, Kosuke Jahagi, skicirao je Lijev dizajn. Iako je mangaka dosta promenio, Jahagi je bio zadovoljan što je zadržao neke njegove elemente. Kišimoto je rekao da Li i Sakura Haruno simbolizuju ljudsku slabost. Bio je iznenađen što je Li postao favorit među fanovima. Planirao je da mu poveća ulogu u seriji, ali nikako nije uspeo to da realizuje. Doduše, često je Lija stavljao na reklamne postere.

## Ličnost i sposobnosti
Kada je došao na nindža akademiju Li je shvatio da nije u stanju da koristi neke nindža tehnike. Rezultat toga bio je početak konstantnog i teškog treniranja kako bi mogao parirati talentovanijim borcima. Posle završene akademije, Li se pridružio Gajevom timu zajedno sa Ten Ten i Nedžijem Hjugom. Gaj je bio Lijeva inspiracija i uzor kako da postane pravi nindža, a i sam Gaj je uživao trenirajući Lija.
Li nema razvijen niti gendžicu ni nindžicu, ali zato ima dosta razvijen taidžicu. Li može otvoriti 6 od ukupno 8 kapija čakre što ne polazi za rukom ni dosta talentovanijim i iskusnijim nindžama od njega, jer je to vrlo rizična tehnika. Li takođe posjeduje i lotus tehniku.